# Horňa
Horňa (Hongaars: Katlanos) is een Slowaakse gemeente in de regio Košice, en maakt deel uit van het district Sobrance.
Horňa telt 384 inwoners.